# کولن (کمبریج‌شر)
کولن (به انگلیسی: Colne) یک روستا و محله مدنی در بریتانیا است که در هانتینگدونشر واقع شده‌است. کولن ۸۶۵ نفر جمعیت دارد.